# Мали Лошињ
Мали Лошињ (итал. Lussinpiccolo) је град у Републици Хрватској. Налази се у Приморско-горанској жупанији.

## Положај
Мали Лошињ налази се на острву Лошињ, једном од највећих острва Кварнерског архипелага. Острво се у северном делу додирује са острвом Цресом (код старог града Осора). Ова два острва су у прошлости имала заједничко име — Апстириде, па Апсорос, које указује на данашњи Осор (на цреској страни прокопа) био главно насеље јединственог острва. Острво Лошињ изграђено је од кречњака, а у предњем делу је разуђено пространим и издуженим заливом. Прекопом Привлаке, пред самим Малим Лошињом, острво Лошињ је подељено на два дела, од којих је северни део пространији.
Мали Лошињ је главно насеље острва, знатно веће од суседног Велог Лошиња. Налази се на југоисточном крају пространог, 5,6 километара дугачког, до хиљаду метара широког и до 36 m дубоког залива, који је настао потапањем крашког удубљења. Главни улаз у залив, северно од острвца Колудраца, омогућује пролаз и највећим бродовима, а јужни, плићи, пролаз (мост) служи само за пролаз чамаца.

## Изглед
Стари део Малог Лошиња уздиже се амфитеатрално у дну пространог и добро заклоњеног залива. Његове збијене камене куће ограђују уске и кривудаве улице. Многе старе зграде имају грбове и рељефе. Новији део града изграђен је дуж југозападног и југоисточног дела залива. Најмлађи део Малог Лошиња налази се у заливу Чикат, 1,5 километара западно од града. Старе и нове куће су спратне. На брегу изнад града диже се камена кула из 16. века, са које се пружа одличан видик на град и суседна острва. Међу зимзеленом и бујном суптропском вегетацијом смештене су виле и летњиковци, хотели и одмаралишта. Борова шума спушта се до песковитих плажа. Шеталишта града са лепо уређеним стазама воде кроз борове шуме и макију.

## Историја
Крајем 14. века град се помиње као Мало Село, за разлику од Велог Села (Вели Лошињ) на југоистоку. Оба насеља била су у поседу осорске властеле. У 17. веку Мали Лошињ се ослободио од феудалаца Осора, а у следећем веку развио је бродоградњу и поморство. После пропасти Венеције (1797) лошињско поморство и бродоградња су ослабили. У другој половини 19. века Мали Лошињ је поново запао у кризу и доживео депопулацију.
До 1918. у саставу Аустроугарске, а потом припао Италији. Немачка окупација од 1943. до 1945. године. Затим у саставу Југославије. Од 1991. део новоформиране државе Хрватске.

## Географија
Административна јединица Град Мали Лошињ обухвата острво Лошињ, јужни део острва Цреса, острва Уније, Сусак, Веле Сракане, Мале Сракане и Иловик и низ ненасељених острвца.

### Клима
Бујно зеленило и блага клима одлике су овог града. Средња јануарска температура у Малом Лошињу износи 7,3 °C и виша је него у знатно јужнијем Сплиту (7 °C). Летњу врућину ублажује ветар с мора. Зими дувају ветрови са копна, али због удаљености острва снага им је у Малом Лошињу смањена. Олује су ретке. Количина падавина је знатна и износи 1.008 милиметара. Кише су најчешће у јесен, кад се јављају пљускови. Број кишних дана износи 114. Дневни просек осунчања је такође знатан (7 сати), а облачност је мања него у Опатији. Лошињ је најсеверније јадранско острво на коме успевају агруми. Почетком двадесетог века у Малом Лошињу је расло преко хиљаду стабала лимуна и поморанџи.

## Становништво
Острво Лошињ дуго је било ненасељено. Први досељеници са копна дошли су на острво 1280. године. На острву је 1910. године живело 9.768 људи, а 1945 — 6.305 становника. Мали Лошињ је 1771. године имао око 1.700 становника, махом рибара и пастира. У доба процвата 1880. године имао је чак 5.603 грађана, а десет година касније, услед пресељавања лошињских помораца у Трст, опао је на 4.975 становника.
Према попису из 2001. године у граду Мали Лошињ живело је 8.388 становника, и то по насељима: Мали Лошињ 6.296, Вели Лошињ 917, Нерезине 371, Сусак 188, Ћунски 150, Иловик 104, Уније 90, Осор 73, Белеј 64, Пунта Крижа 61, Свети Јаков 37, Устрине 27, Веле Сракане 8 и Мале Сракане 2 становника.
Према резултатима пописа из 2011. у граду је живело 8.116 становника, а у самом насељу 6.091 становника.

## Попис1991.
На попису становништва 1991. године, насељено место Мали Лошињ је имало 6.566 становника, следећег националног састава:
| Попис 1991.‍   | Попис 1991.‍  | Попис 1991.‍ | Попис 1991.‍ | Попис 1991.‍ |
| ------------- | ------------ | ----------- | ----------- | ----------- |
|               |              |             |             |             |
| Хрвати        | Хрвати       |             | 4.764       | 72,55%      |
| Срби          | Срби         |             | 557         | 8,48%       |
| Југословени   | Југословени  |             | 305         | 4,64%       |
| Муслимани     | Муслимани    |             | 170         | 2,58%       |
| Италијани     | Италијани    |             | 98          | 1,49%       |
| Албанци       | Албанци      |             | 82          | 1,24%       |
| Словенци      | Словенци     |             | 62          | 0,94%       |
| Мађари        | Мађари       |             | 24          | 0,36%       |
| Црногорци     | Црногорци    |             | 22          | 0,33%       |
| Словаци       | Словаци      |             | 11          | 0,16%       |
| Македонци     | Македонци    |             | 10          | 0,15%       |
| Немци         | Немци        |             | 9           | 0,13%       |
| Турци         | Турци        |             | 5           | 0,07%       |
| Руси          | Руси         |             | 2           | 0,03%       |
| Русини        | Русини       |             | 2           | 0,03%       |
| Чеси          | Чеси         |             | 2           | 0,03%       |
| Аустријанци   | Аустријанци  |             | 1           | 0,01%       |
| Пољаци        | Пољаци       |             | 1           | 0,01%       |
| Роми          | Роми         |             | 1           | 0,01%       |
| Румуни        | Румуни       |             | 1           | 0,01%       |
| Украјинци     | Украјинци    |             | 1           | 0,01%       |
| остали        | остали       |             | 8           | 0,12%       |
| неопредељени  | неопредељени |             | 264         | 4,02%       |
| регион. опр.  | регион. опр. |             | 58          | 0,88%       |
| непознато     | непознато    |             | 106         | 1,61%       |
| укупно: 6.566 |              |             |             |             |

## Партнерски градови
- Тјене